# چارلز-فرانسوا دوپوئیز
چارلز-فرانسوا دوپوئیز (انگلیسی: Charles-François Dupuis؛ ۲۶ اکتبر ۱۷۴۲ – ۲۹ سپتامبر ۱۸۰۹ (۶۶ ساله)) سیاستمدار، اخترشناس، استاد، وکیل، تاریخ‌نگار، و فیلسوف اهل فرانسه بود.
وی همچنین برندهٔ جوایزی همچون لژیون دونور (شوالیه) شده‌است.